# Памятник Ази Асланову (Баку)
Памятник Ази Асланову – надгробный памятник, воздвигнутый в 1949 году в память о генерал-майоре Ази Асланове, единственном азербайджанце, дважды становившемся Героем Советского Союза.

## Установка памятника
Памятник был установлен в 1949 году на могиле Ази Асланова в Нагорном парке. Спроектирован скульптором Фуадом Абдурахмановым. В 2012 году памятник был основательно отремонтирован.